# 娜式定义
《限制級》（英語：Rated R）是巴巴多斯歌手蕾哈娜的第四张录音室专辑。专辑于2009年11月20日由Def Jam Recordings和SRP Records发行。该专辑的录制于2009年3月开始，在美国和欧洲各地的录音室进行。蕾哈娜与安東尼歐·瑞德和Jay-Z共同担任这张专辑的执行制作人。專輯製作由Chase & Status、Stargate、The-Dream、尼歐和布萊恩·甘迺迪。这张唱片有数位歌手和乐器演奏者参与，包括Jeezy、will.i.am、賈斯汀·提姆布萊克和在《搖滾巨星101》中弹奏吉他的史萊許 。
从音乐上来说，这张专辑与她之前的作品《娜妹好壞》有所不同，后者包含快节奏和谣曲风格的歌曲。《娜式定义》是一张帶有摇滚元素的流行、嘻哈和R&B专辑；其音乐和歌词具有阴暗的风格又富有氛围感，并融合了dubstep元素。专辑还探索了其他音乐风格，比如《壞孩子》中的舞厅音乐和《我愛你》中的拉丁音乐风格。《限制級》获得了音乐评论家的积极评价，他们称赞了蕾哈娜成熟的表演，并称这张专辑是她最有层次和最真挚的作品。该专辑在美国公告牌二百强专辑榜上排名第四，首周销量达181,000张。专辑还在其他十二多个国家占据前十名的位置。
该专辑共收录了六首单曲，分别为《俄羅斯輪盤》、《輪你再說》、《硬起來》、《壞孩子》、《搖滾巨星101》和《我爱你》。《俄罗斯轮盘》作为该专辑的主打单曲发行，并在超过 25 个国家进入前十名。《硬起来》成为她第十三首美国十大单曲，而《坏孩子》则连续五周荣登美国公告牌百强单曲榜榜首。《我爱你》在欧洲占据前十名，并在巴西排名第一。为了进一步宣传这张专辑，蕾哈娜开始了她的第三场全球巡演全球最後女孩世界巡演 （2010-2011年）。

## 背景

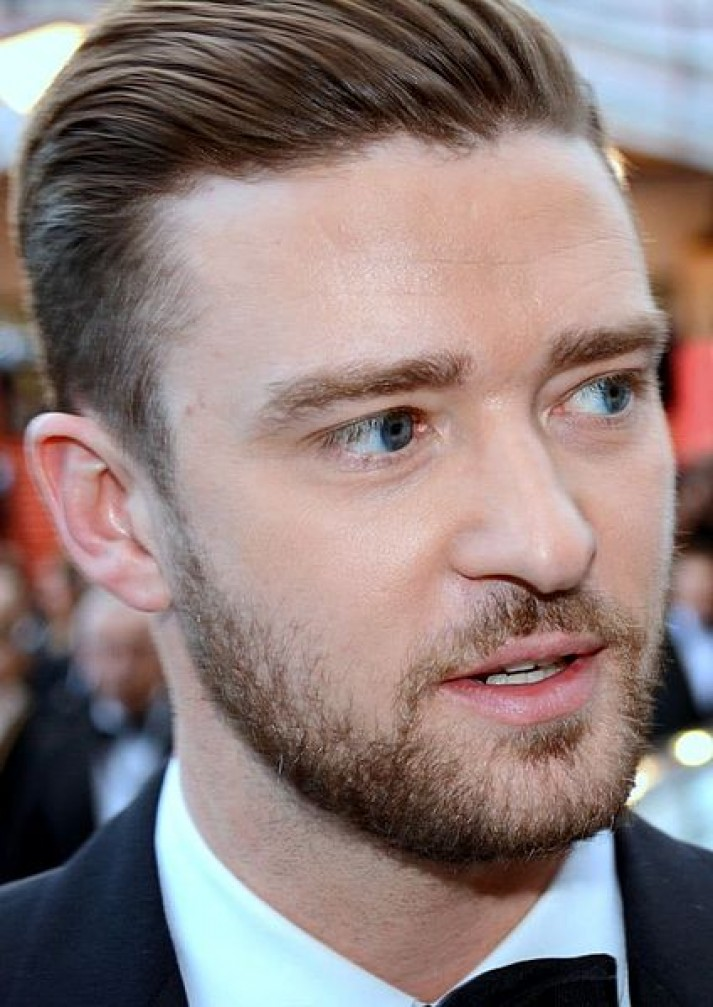
专辑作者兼制作人之一贾斯汀·汀布莱克表示， 《Rated R》与蕾哈娜之前的专辑有很大不同，展现了她全新的声音。

蕾哈娜的上一张专辑《娜妹好壞》取得了商业上的成功，并获得了大多数乐评的积极评价。该专辑收录了五首在排行榜排名前十的单曲，其中三首是美国排名第一的歌曲，包括全球热门单曲《Umbrella》。2009 年 2 月，蕾哈娜被男友克里斯·布朗打伤后，人们纷纷猜测即将发行的专辑中是否会有关于他的歌曲。在接受MTV 新闻采访时，蕾哈娜的长期合作伙伴尼欧澄清说，他不会为蕾哈娜写一首关于布朗的歌曲，因为他认为这个想法没有必要。制作人查克·哈莫尼 (Chuck Harmony)认为，无论蕾哈娜发布哪首主打单曲，它都会立即被视为一首关于布朗的歌曲。
在MTV音乐录影带大奖的访问当中，尼欧称听者应该期待一个“更加前卫”和“更加愤怒”的蕾哈娜。之后，他在《Touch Weekly》当中说，这张专辑绝对比蕾哈娜之前作品更加前卫，他同时把专辑描述成“不受束缚的”。美国歌手阿肯则说他打算让蕾哈娜开心一点，他不想要一个愤怒的蕾哈娜。賈斯汀·提姆布萊克对MTV新闻说《娜式定义》的歌曲跟上一张蕾哈娜专辑有很大不同。

## 录制
蕾哈娜于 2009 年 3 月开始为该专辑录制歌曲。专辑的录制地点包括曼哈顿的 Milk Studios、伦敦的 Metropolis Studios、巴黎的Studios Davout和洛杉矶的Westlake Recording Studios 。蕾哈娜与多位不同的词曲作者和制作人合作创作了这张专辑，其中包括查克·哈莫尼、The-Dream、C·斯圖爾特、Chase & Status 、Stargate、Demo 和贾斯汀·汀布莱克。蕾哈娜希望这张专辑能减少合成流行乐的元素，避免她之前专辑中的“轻松的商业流行乐”。她在这张专辑融入了更多低音的制作风格，并运用了哥特风格的视觉形象。在制作的早期阶段，她与阿多尼斯·什罗普郡（Adonis Shropshire）合作。蕾哈娜还与挪威制作人二人组 Stargate 合作。

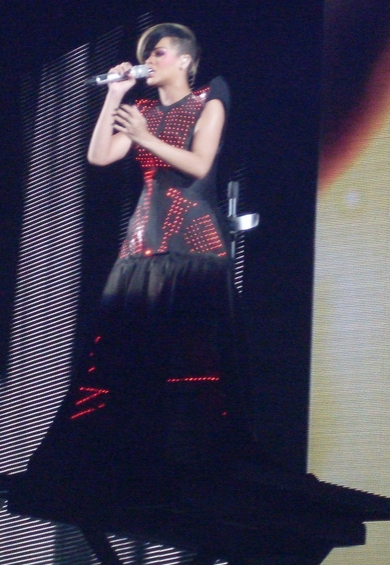
蕾哈娜表演《俄罗斯轮盘》，一首充满黑暗和病态元素的歌曲。

蕾哈娜在汀布莱克和尼欧的帮助下参与了专辑中大部分歌词的创作，他们帮助蕾哈娜将自己的情感融入歌曲中。她与 Ne-Yo 合作创作了许多歌曲，尽管不清楚哪些歌曲实际上会收录到专辑中。合作过程中，他觉得蕾哈娜已经不再是几年前和他合作过的那个女孩了，并称赞她在音乐上的成长。在音乐方向方面，蕾哈娜要求专辑中收录更多忧郁的歌曲。Ne-Yo 和 Harmony 合写了《俄羅斯輪盤》。
在听到了Nicki Minaj和制作人 Chase & Status 演唱的歌曲《Saxon》后，蕾哈娜与后者取得了联系并希望进行合作。Chase & Status 与蕾哈娜在一起工作了几周，进行了几次录音会议。他们合作创作的歌曲“有很强的节奏和低音”，不过蕾哈娜与两人之间也存在一些分歧。2009 年 10 月，她结束了与特里基·斯圖爾特和 The-Dream 的录音。Dream 和斯圖爾特飞往巴黎，为蕾哈娜播放了几首歌曲，其中包括《硬起来》和《搖滾巨星101》。她觉得《硬起来》在这几首歌曲中脱颖而出。在歌曲《搖滾巨星101》中，吉他手Slash为曲目贡献了贝斯的演奏，而《照片》有创作歌手威廉的加入演唱。此外，埃斯特·迪恩 (Ester Dean)还参与创作了《坏孩子》。《最後一曲》是这张专辑的最后一首曲目。蕾哈娜在专辑构思的最后十二小时内录制了这首歌；“当唱片公司最终说我们只有 12 个小时的时间来交出专辑时，我心想，好吧，我必须这么做。我就喝了点红酒，调暗了灯光，站到录音棚里唱了这首歌”，她解释道。

## 音乐和歌词
《娜式定义》比蕾哈娜之前的专辑更黑暗，更不安。  这是一张以流行，  嘻哈  和R&B  风格为主的专辑，同时融合了摇滚音乐元素。  专辑的制作以流畅的声音为典型，融合了不祥的合成器、交织的吉他旋律、紧张的节拍、降调旋律和复节奏的声乐和声。  像“G4L”、“Mad House”和“轮你再說”这样的歌曲融合了dubstep元素，包括阴郁的合成器和低沉的低音。  专辑还融合了其他音乐类型，例如受到牙买加影响的“壞孩子”中的舞厅音乐，以及“我愛你”中的拉丁音乐融合。  蕾哈娜在接受《Glamour》杂志采访时谈到了该项目的音乐方向，她说：“这些歌曲非常私人。它是摇滚乐，但它真的很嘻哈：如果小韦恩和里昂王族喜欢我的专辑，那我就会感觉很好。” 
专辑的歌词通常对爱情持悲观的态度，并充满着关于坚持和克服逆境的夸耀歌词。  它的歌词以阴郁和愤怒的基调为特征，  那些包含夸耀和坚持主题的歌曲以暴力和野蛮的意象为特征。  虽然记者安·鲍尔斯在《洛杉矶时报》、埃里克·亨德森在《偏锋杂志》和罗布·哈维拉在《村声》中认为它的歌词是暗指蕾哈娜遭到克里斯·布朗的殴打，  但《纽约时报》的乔恩·帕雷莱斯写道，专辑“没有具体谈论那些事件，但它几乎没有忽视它们”。  据鲍尔斯说，遗憾是专辑中的一个重要主题：“《娜式定义》中的歌曲从未让歌手为那个严重伤害她的男人道歉，但它们确实承认了与分离相关的其他情绪，即使是与一个既是伴侣又是施害者的伴侣分离。这些感觉包括遗憾、温柔和深深的悲伤。” 

## 艺术作品和时尚
专辑封面的最终照片由德国时尚摄影师艾伦·冯·翁维尔特拍摄。 冯·翁维尔特还拍摄了其他专辑封面，例如珍妮·杰克逊的《華麗的冒險》（1997年）、克里斯蒂娜·阿奎莱拉的《天生歌姬》（2006年）和布兰妮·斯皮尔斯的《暈炫風暴》（2007年），她说蕾哈娜“合作起来很棒——非常投入，非常有创意，非常参与拍摄的各个方面，并准备突破界限。”  专辑封面于2009年10月27日发布，照片中蕾哈娜以忧郁、沉思的姿势，穿着皮革上衣，右手遮住右眼，每根手指都戴着一套复杂的戒指。这张黑白封面被比作歌手格蕾丝·琼斯的20世纪80年代专辑封面。 
《娜式定义》的品牌和造型由英国艺术家和导演西蒙·亨伍德设计。 “我们花了很多时间探究想法，是的。我们去巴黎参加了时装周，会见了设计师，一起坐下来拍摄/服装设计绘制/设计草图等等，”亨伍德在接受MuuMuse采访时透露。 “一切都来源于音乐，这是她迄今为止最私人的专辑——所以一切都从某种程度上借鉴了它。”  为了在视觉上展现这一时期，亨伍德从电影《最後一人》和书籍《天鈞》中汲取灵感，“我们想为她创造一个私人的世界……整个事情就像一场黑暗的梦；让她有机会表达所有这些东西，而不必具体/字面化。”  亨伍德还设计了专辑封面、视频和电视广告的视觉效果，并为蕾哈娜的全球最後女孩世界巡演做出了贡献，包括舞台设计、服装和背景视觉。 

## 发行和宣传
2009年10月13日，蕾哈娜在她的官方网站上发布了一份声明，并附上了一张金属“R”的图片，上面写着：“等待结束了。09年11月23日”，表明了《娜式定义》的发行日期。  两天后，一个倒计时器出现在她的官方网站上，并定于2009年10月20日结束。  倒计时结束后，《俄羅斯輪盤》在BBC广播一台、歌手的官方网站和美国广播电台首播。  10月16日，蕾哈娜在纽约市华盛顿高地拍摄了“輪你再說”的音乐视频；它于2009年11月3日在她的官方网站上首播。  这首歌的片段，名为“等待结束了”，也作为专辑宣传视频的背景音乐出现。  2009年11月5日，蕾哈娜在《早安美国》中接受了自与布朗发生冲突以来的首次电视采访，以支持专辑。  除了出现在《早安美国》之外，采访还在第二天继续进行，在ABC的《20/20》中播出。 

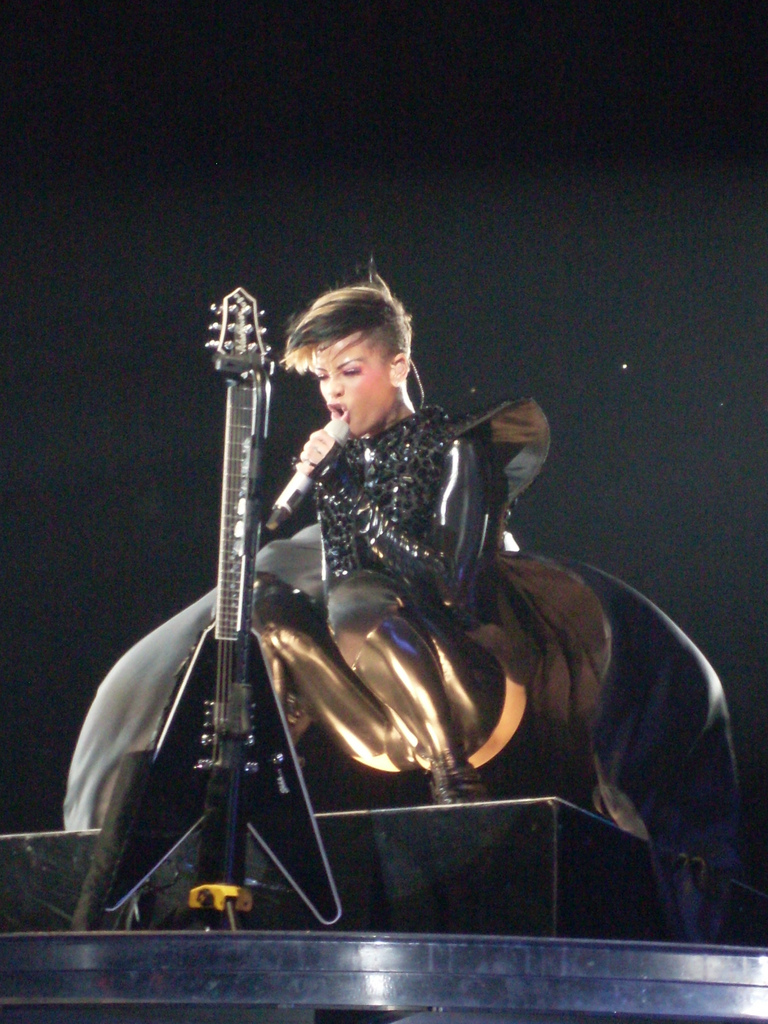
蕾哈娜在地球上的最后女孩巡回演唱会上演唱“搖滾巨星101”。

2009年11月，小岛唱片与诺基亚合作，于2009年11月16日在英国举办了一场特殊的宣传音乐会。蕾哈娜拍摄了一段宣传视频，该视频在伦敦的O2布里克斯顿学院举行。她在活动中首播了专辑中的歌曲，这是她自与布朗发生事件以来的首次个人演唱会。  诺基亚在同一天在全球范围内举办了试听派对。  诺基亚音乐商店在专辑发行当天提供了一个增强版，其中包含一个混音版本和一首名为“Hole in My Head”的独家歌曲，贾斯汀·汀布莱克客串了这首歌。  《娜式定义》于2009年11月20日首先在澳大利亚、  法国  和德国发行。  三天后，也就是11月23日，它在美国和英国发行。 
2010年2月4日，蕾哈娜与表演者提姆巴兰和贾斯汀·比伯一起在VH1的百事可乐超级碗球迷狂欢节上演出。 她演唱了“輪你再說”、“Live Your Life”、“恐怖社区”和“俄羅斯輪盤”等歌曲的“硬摇滚版本”。  蕾哈娜在2010年3月27日的尼克儿童选择奖上演唱了“硬起來”、“壞孩子”和“音乐不要停”的串烧。  为了进一步宣传《娜式定义》，蕾哈娜开始了她的第三次演唱会，名为地球上的最后女孩巡回演唱会（2010-2011）。  它于2010年4月16日在欧洲比利时开始，于2011年3月12日在澳大利亚结束；它还访问了亚洲、北美和大洋洲。  《娜式定义》中的十首歌曲被电子唱片骑师Chase & Status混音，并以《娜式定义: 混音》为标题发行。  大多数混音都经过重新制作，以融入浩室音乐的音效，并在其乐器编制中大量使用合成器。 

## 单曲
“俄羅斯輪盤”于2009年10月26日作为《娜式定义》的主打单曲发送到美国广播电台。  这首流行谣曲获得了音乐评论家的好评，《洛杉矶时报》的托德·马丁斯赞扬了蕾哈娜的演唱和歌曲的歌词。  它在美国公告牌百强单曲榜排行榜上排名第九，  并在英国单曲榜上排名第二。  这首歌的音乐视频由安东尼·曼德勒执导，  并以美国演员杰西·威廉姆斯为主角。 
“硬起來”（吉兹客串了这首歌曲的说唱部分）作为专辑的第二支美国单曲发行，于2009年11月10日发送到广播电台。  《娱乐周刊》的莉娅·格林布拉特赞扬了蕾哈娜的演唱，以及邀请吉兹作为特邀艺人的决定。  它成为蕾哈娜在美国公告牌百强单曲榜上的第13首前十名单曲，最高排名第八。 
专辑的第三支单曲“輪你再說”，以及它的音乐视频，于2009年11月13日，“硬起来”发行三天后发行。  曼德勒拍摄了这部视频，它以黑白颗粒状的方式拍摄。 
“壞孩子”，专辑的第四支单曲，于2010年2月5日发送到意大利广播电台。  它获得了热烈的反响，并成为专辑中最成功的歌曲，最终成为蕾哈娜在公告牌百强单曲榜上获得冠军的第六首歌。  至此，她与宝拉·阿巴杜和戴安娜·罗斯并列，成为在公告牌百强单曲榜51年历史上获得冠军单曲最多的女歌手。  它连续五周位居榜首。 
“搖滾巨星101”于2010年5月18日作为第五支单曲发行。  这首歌在澳大利亚排行榜上排名第24位，  在美国公告牌百强单曲榜上排名第64位。  2010年4月拍摄了相应的音乐视频，  由梅丽娜·马特苏卡斯执导。 
“我愛你”作为《娜式定义》的第六支也是最后一支单曲发行；它于2010年5月28日发送到意大利广播电台。  它在捷克共和国、  匈牙利  和波兰  的前十名，并在巴西排名第一。  由曼德勒执导的音乐视频在巴黎的维尼城堡拍摄，  并由法国模特莱蒂西娅·卡斯塔作为蕾哈娜的爱人。 

## 评价
| 綜合得分         | 綜合得分 |
| 來源             | 評分     |
| ---------------- | -------- |
|                  | 6.1/10   |
|                  | 75/100   |
| 評論得分         |          |
| 來源             | 評分     |
| AllMusic         | [ 28 ]   |
| 《影音俱乐部》   | C+       |
| 《芝加哥论坛报》 | [ 97 ]   |
| 《卫报》         | [ 98 ]   |
| 《洛杉矶时报》   | [ 32 ]   |
| 《NME》          | 7/10     |
| 《Pitchfork》    | 6.1/10   |
| 《滚石》         | [ 101 ]  |
| 《偏锋杂志》     | [ 40 ]   |
| 《Spin》         | 5/10     |

《娜式定义》获得了音乐评论家的好评。在Metacritic上，该网站为主流评论家分配一个标准化评分，最高为100分，专辑获得了75分的平均分数，基于21篇评论。目前，它是她在该网站上评价最高的专辑。  《滚石》的乔迪·罗森称它为当年最好的流行专辑之一。  AllMusic的安迪·凯尔曼给了专辑五颗星中的四颗星，并说《娜式定义》是夸张的，但因为蕾哈娜出色的演绎而“引人入胜”，她演唱了“许多印象深刻的、带有侵略性的歌词”。  《芝加哥论坛报》的格雷格·科特给了它四颗星中的三颗半星，并称它为“强有力而感人的艺术品”，并认为从这张作品加入的个人风格中可以觉察到蕾哈娜比以前专辑有更多创意上的主导权。  《纽约时报》的帕雷莱斯说，尽管专辑涉及的私人化主题很勇敢，这并没有消减音乐的创造力。 
《洛杉矶时报》的鲍尔斯给了专辑四颗星中的四颗星，认为这张作品展现了一个受伤女性的复杂情感和内心力量，描绘出“一个复杂而迷人的肖像”，  英国杂志《Fact》的亚历克斯·麦克弗森说，除了音乐本身的趣味，《娜式定义》专辑的意义在于蕾哈娜在‘我们当前的全景时代’中‘重新掌控了她的公众形象’。”  《波士顿环球报》的莎拉·罗德曼称赞作品展现了蕾哈娜作为艺人的成长和“小报文化与流行艺术的融合”。  在为《MSN音乐》撰稿时，罗伯特·克里斯特高给了专辑一个两颗星的荣誉提名，  表示“那些对专辑的整体美学或个人愿景有共鸣的消费者可能会很享受这张作品。”  他将“硬起来”和“坏孩子”列为专辑当中的亮点，并赞扬蕾哈娜透过“独特的音乐技巧”和她个人生活中的一段艰难时期，塑造了一个引人注目的形象”。 
在一个褒贬不一的评论中，《Spin》的肖恩·费内西认为，专辑没有发挥出蕾哈娜在瑶曲方面的优势，并发现她的声音过于平淡，缺乏表现力，无法表达歌曲中的愤怒。  《Pitchfork》的瑞安·多姆巴尔也同样表示，她的“艺术抱负目前比她的能力更高”。  《影音俱樂部》的米开朗基罗·马托斯给了专辑C+的评价，他认为音乐过于臃肿，并认为歌词像“心理咨询节选”一样无趣。  《卫报》的亚历克西斯·佩特里迪斯对专辑给出3星评价（满分5星），指出许多歌曲将恋爱关系与暴力和犯罪联系在一起，充满了枪支、生命闪回、犯罪现场等元素，并认为专辑中的两大亮点是《Hard》和《Rude Boy》。作者认为专辑当中包含许多关于攻击事件的暗示，但是缺陷在于它没有更多地展示蕾哈娜的其他方面。 《村声》的哈维拉称赞了蕾哈娜的嗓音表现，认为她在《Photographs》中的嗓音“甜美”、“脆弱”而又“心碎”，是她迄今为止最动人的演唱。 
《娜式定义》被评论家列入2009年最佳专辑前十名榜单。  在她年度最佳专辑榜单中，《娱乐周刊》的莉娅·格林布拉特将其评为年度最佳流行专辑。  《芝加哥论坛报》的格雷格·科特将其列入2009年最佳专辑榜单第八名。  《Slate》的乔纳·韦纳将其列入榜单第十名，并称赞蕾哈娜是“掌控着流行文化潮流的女性”之一。 

## 商业表现
《娜式定义》在美国公告牌二百强排行榜上排名第四，首周销量为181,000张，这是蕾哈娜当时最高的首周销量。  它超过了她的上一张专辑《坏女孩》的首周销量，该专辑于2007年在排行榜上排名第二，销量为162,000张。  它在美国Top R&B/Hip-Hop Albums排行榜上排名第一，成为她在该排行榜上的首张冠军专辑。  2018年3月26日，《娜式定义》获得了双白金认证，由美国唱片业协会（RIAA）颁发，  截至2015年6月，在美国的销量超过1,130,000张。  该专辑在美国加拿大专辑榜排行榜上排名第五，并获得了加拿大音乐（MC）的白金认证。 
在2009年11月29日发行的排行榜上，这张专辑在英国专辑榜排行榜上排名第十六，并在仅仅四天内获得了金唱片认证，由英国唱片业协会（BPI）颁发。  在2010年3月7日发行的排行榜上，这张专辑打入前十名，并在排行榜上第15周达到最高排名第九。  截至2015年，它在英国的销量超过710,000张，  并获得了BPI颁发的双白金认证。  该专辑在澳大利亚专辑榜排行榜上排名第15位。  8月，该专辑因销量达到70,000张而获得白金认证。  在2010年3月14日发行的排行榜上，《娜式定义》创下了新的最高排名12。  它在新西兰专辑榜排行榜上排名第14位。 
《娜式定义》在挪威专辑榜排行榜上排名第12位。在第十周，它登顶排行榜  并成为蕾哈娜在该国的第一张冠军专辑。  它获得了国际唱片业协会挪威颁发的金唱片认证，销量超过15,000张。  该专辑在2009年12月6日发行的排行榜上，在瑞士专辑榜排行榜上排名第一，并在排行榜上总共停留了43周。  它获得了国际唱片业协会瑞士颁发的白金唱片认证，销量在该国超过15,000张。  《娜式定义》在2009年12月4日发行的排行榜上，在德国专辑榜排行榜上排名第四。它成为蕾哈娜的第二张前五名专辑  并获得了德国音乐产业协会（BVMI）颁发的白金唱片认证，销量在该国超过200,000张。  在波兰，这张专辑最高排名第五，并获得了金唱片认证，在一个月内销量达到20,000张，  超过了《坏女孩》在两年内实现的20,000张销量。  它还在奥地利专辑榜  和爱尔兰专辑榜排行榜上排名第七，  在克罗地亚、  法国专辑榜  和日本专辑榜排行榜上排名第十。  截至2010年11月，《娜式定义》在全球销量超过300万张。 

## 遗产
《娜式定义》被认为是蕾哈娜职业生涯中的一个关键作品，因为它是在她与布朗发生家庭暴力事件九个月后发行的。 2019年，在专辑发行十年后，《公告牌》的查克·阿诺德将这张专辑描述为“成长的宣言”，也是蕾哈娜版本的《控制》（1986年）。 据他所说，《娜式定义》是“她向布朗宣告独立，并掌控了将她变成受害者的叙述”。  同样地，Blavity的乔丹·西蒙将其与杰克逊的《天鹅绒绳索》进行比较，并将其描述为“一个黑人女性自我疗愈之旅的黑暗肖像”。 

## 曲目列表
| 《娜式定义》曲目列表 | 《娜式定义》曲目列表                    | 《娜式定义》曲目列表 | 《娜式定义》曲目列表                               | 《娜式定义》曲目列表 |
| 曲序                 | 曲目                                    | 词曲 | 制作人                                             | 时长                 |
| -------------------- | --------------------------------------- | --- | -------------------------------------------------- | -------------------- |
| 1.                   | 精神病院 Mad House                      | 馬凱巴·里迪克 （ 英语 ： Makeba Riddick） 威尔·肯纳德 （ 英语 ： Chase & Status） 索尔·米尔顿 （ 英语 ： Chase & Status） 罗本·芬蒂                                                | Chase & Status （ 英语 ： Chase & Status） 里迪克 [a]            | 1:34                 |
| 2.                   | 輪你再說 Wait Your Turn                 | 詹姆斯·方特勒羅伊二世 （ 英语 ： James Fauntleroy II） 米克尔·S·埃里克森 （ 英语 ： Stargate (record producers)） 托尔·埃里克·赫尔曼森 （ 英语 ： Stargate (record producers)） 肯纳德 Milton Takura Tendayi 芬蒂 | Stargate （ 英语 ： Stargate (record producers)） Chase & Status 埃里克森 [a] | 3:46                 |
| 3.                   | 硬起來 Hard（Jeezy 客串）               | 特留斯·納什 C·斯圖爾特 （ 英语 ： Tricky Stewart） 芬蒂 杰·詹金斯                                                                                      | 斯圖爾特 納什 里迪克 [a]                           | 4:10                 |
| 4.                   | 愛情傻子 Stupid in Love                 | 谢弗·史密斯 埃里克森 赫尔曼森 | Stargate Ne-Yo [b] 里迪克 [a]                      | 4:01                 |
| 5.                   | 搖滾巨星101 Rockstar 101（史莱许 客串） | 納什 斯圖爾特 芬蒂 | 斯圖爾特 納什 里迪克 [a]                           | 3:58                 |
| 6.                   | 俄羅斯輪盤 Russian Roulette             | 史密斯 查尔斯·哈蒙 | 查克·哈莫尼  Ne-Yo [b] 里迪克 [a]     | 3:47                 |
| 7.                   | 火燄炸彈 Fire Bomb                      | 方特勒羅伊二世 布萊恩·甘迺迪 （ 英语 ： Brian Kennedy (record producer)） 芬蒂                                                                                          | 甘迺迪 里迪克 [a]                                  | 4:17                 |
| 8.                   | 壞孩子 Rude Boy                         | 埃里克森 赫尔曼森 伊丝特尔·迪恩  里迪克 Rob Swire 芬蒂                                                                      | Stargate Swire 里迪克 [a]                          | 3:43                 |
| 9.                   | 照片 Photographs（will.i.am 客串）      | 威廉·亚当斯 让·巴蒂斯特 迈克尔·麦克亨利 阿兰·潘德拉                                                                                      | will.i.am Paper-Boy [c]                            | 4:46                 |
| 10.                  | 幫派份子 G4L                            | 肯纳德 米尔顿 方特勒羅伊二世 芬蒂] | Chase & Status 里迪克 [a]                          | 3:59                 |
| 11.                  | 我愛你 Te Amo                           | 埃里克森 赫尔曼森 方特勒羅伊二世 芬蒂 | Stargate 里迪克 [a]                                | 3:28                 |
| 12.                  | 冷漠的愛 Cold Case Love                 | 贾斯廷·廷伯莱克 罗宾·塔德罗斯 （ 英语 ： Rob Knox (producer)） 方特勒羅伊二世                                                                               | The Y's （ 英语 ： The Y's） 里迪克 [a]                   | 6:04                 |
| 13.                  | 最後一曲 The Last Song                  | 方特勒羅伊二世 甘迺迪 本·哈里森 芬蒂 | 甘迺迪 哈里森 [c] 里迪克 [a]                       | 4:16                 |
| 总时长：             | 总时长：                                | 总时长： | 总时长：                                           | 51:49                |

| 《娜式定义》— Nokia edition bonus tracks | 《娜式定义》— Nokia edition bonus tracks            | 《娜式定义》— Nokia edition bonus tracks | 《娜式定义》— Nokia edition bonus tracks | 《娜式定义》— Nokia edition bonus tracks |
| 曲序                                     | 曲目                                                | 词曲                                     | 制作人                                   | 时长                                     |
| ---------------------------------------- | --------------------------------------------------- | ---------------------------------------- | ---------------------------------------- | ---------------------------------------- |
| 14.                                      | 俄羅斯輪盤 Russian Roulette（Donni Hotwheel Remix） |                                          |                                          | 3:01                                     |
| 15.                                      | Hole in My Head                                     | 廷伯莱克 塔德罗斯 方特勒羅伊二世         | The Y's （ 英语 ： The Y's） 里迪克 [a]         | 4:05                                     |
| 总时长：                                 | 总时长：                                            | 总时长：                                 | 总时长：                                 | 58:55                                    |

### 备注
- ^a表示人声制作人
- ^b表示联合制作人
- ^c表示附加制作人

## 人员
《娜式定义》制作人员名单摘自AllMusic和专辑封面说明。  
录音和混音地点
- The Boom Boom Room, 伯班克 (#3, 5)
- Chalice Recording Studios, 环球市 (#2, 6)
- Chung King Studios, 纽约市 (#4, 8, 10, 11)
- Germano Studios, 纽约市 (#7, 10, 12, 13)
- Larrabee Studios, 环球市 (#3)
- Legacy Recording Studio, 纽约市 (#1, 3)
- Metropolis Studios, 伦敦 (#2, 4, 7, 8, 10, 11, 13)
- The Palms Studios, 拉斯维加斯 (track 12)
- The Record Plant, 好莱坞 (#7, 13)
- Roc the Mic Studios, 纽约市 (#6, 12, 13)
- Serenity Sound Studios, 洛杉矶 (#5, 7)
- Studios Davour 录音室, 巴黎 (#3)
- TheStudio215 (#12)
- Triangle Sound Studios, 亚特兰大 (#3, 5)
- Westlake Studios, 洛杉矶 (#7, 12)

音乐家和技术人员
- Mykael Alexander – 助理工程师 (歌曲 1, 6, 13)
- Davis Barnett – 中提琴 (歌曲 12)
- Beardyman（英语：Beardyman） – 额外人声 (歌曲 1)
- Jessie Bonds – 吉他 (歌曲 6)
- Jay Brown – A&R
- Bobby Campbell – 助理 (歌曲 12)
- Chase（英语：Chase & Status） – 制作人 (歌曲 1, 2, 10), 乐器 (歌曲 2)
- James J. Cooper III – 大提琴和大提琴独奏 (歌曲 12)
- Cédric Culnaërt – 助理工程师 (歌曲 3)
- Kevin "KD" Davis – 混音 (歌曲 1, 2, 4, 6–8, 10, 11, 13)
- Steven Dennis – 助理工程师 (歌曲 3, 5)
- 迪伦·德雷斯道（英语：Dylan Dresdow） – 混音 (歌曲 9)
- Stargate（英语：Stargate (record producers)） – 制作人和乐器 (歌曲 2, 4, 8, 11), 工程师和声乐制作人 (歌曲 2, 11)
- 詹姆斯·方特勒罗伊（英语：James Fauntleroy） – 制作人 (歌曲 12), 背景人声 (歌曲 13)
- Glenn Fischbach – 大提琴 (歌曲 12)
- Paul Foley – 工程师和混音助理 (歌曲 12)
- Rick Friedrich – 助理弦乐工程师 (歌曲 12)
- Future Cut – 额外键盘 (歌曲 1)
- Rathablos Fvanz – 艺术指导, 设计
- 克里斯·盖林格（英语：Chris Gehringer） — 母带处理
- Mariel Haenn – 造型师
- Alex Haldi – 设计
- Kevin Hanson – 助理工程师 (歌曲 6)
- 查克·哈莫尼 – 制作人 (歌曲 6)
- 基思·哈里斯（英语：Keith Harris (record producer)） – 弦乐 (歌曲 9)
- Ben Harrison – 吉他和额外制作 (歌曲 13)
- Karl Heilbron – 吉兹的人声工程师 (歌曲 3)
- Simon Henwood – 艺术指导, 设计, 摄影, 造型师
- Stargate（英语：Stargate (record producers)） – 制作人和乐器 (歌曲 2, 4, 8, 11)
- Jean-Marie Horvat – 混音 (歌曲 12)
- Ghazi Hourani – 混音助理 (歌曲 7, 13)
- 吉兹 — 说唱 (歌曲 3)
- Mike "TrakGuru" Johnson – 工程师 (歌曲 6)
- 杰森·约书亚（英语：Jaycen Joshua） – 混音 (歌曲 3, 5)
- 布萊恩·甘迺迪（英语：Brian Kennedy (record producer)） – 制作人和键盘 (歌曲 7, 13), 额外编程 (歌曲 10)
- Padraic "Padlock" Kerin – 工程师 (歌曲 9)
- Rob Knox（英语：Rob Knox (producer)） — 制作人 (歌曲 12)
- Olga Konopelsky – 小提琴 (歌曲 12)
- Emma Kummrow – 小提琴 (歌曲 12)
- Giancarlo Lino – 混音助理 (歌曲 3, 5)
- Pater Martinez – 助理工程师 (歌曲 12)
- Luigi Mazzocchi – 小提琴和小提琴独奏 (歌曲 12)
- 特留斯·納什（英语：The-Dream） – 制作人 (歌曲 3, 5)
- Luis Navarro – 助理工程师 (歌曲 3, 5)
- 尼欧 – 联合制作人 (歌曲 4, 6)
- Monte Neuble – 额外键盘 (歌曲 3, 5)
- Jared Newcomb – 混音助理 (歌曲 2, 6)
- Peter Nocella – 中提琴 (歌曲 12)
- Chris "Tek" O'Ryan（英语：Chris O'Ryan） – 工程师 (歌曲 3, 5)
- Anthony Palazzole – 混音助理 (歌曲 1, 4, 8, 10, 11)
- Paper-Boy（英语：Paperboy Fabe） – 额外制作 (歌曲 9)
- Ciarra Pardo – 艺术指导, 设计
- Charles Parker – 小提琴 (歌曲 12)
- Ross 'Dights' Parkin – 助理工程师 (歌曲 4, 7, 8, 10, 11)
- Daniel Parry – 助理工程师 (歌曲 2)
- Kevin Porter – 助理工程师 (歌曲 7, 10, 12, 13)
- Antonio Reid（英语：L.A. Reid） – 执行制作人
- Antonio Resendiz – 助理工程师 (歌曲 12)
- Makeba Riddick（英语：Makeba Riddick） – 声乐制作人 (歌曲 1, 4–6, 8, 12, 13), 背景人声 (歌曲 1)
- 蕾哈娜 – 主唱, 执行制作人, 艺术指导, 设计
- Montez Roberts – 助理弦乐工程师 (歌曲 12)
- JP Robinson – 艺术指导, 设计, 摄影
- Evan Rogers（英语：Carl Sturken and Evan Rogers） – 联合执行制作人
- Sébastien Salis – 助理工程师 (歌曲 3)
- Jason Sherwood – 助理工程师 (歌曲 3, 5)
- Slash（英语：Slash (musician)） – 吉他 (歌曲 5)
- Tyran "Ty Ty" Smith – A&R
- Caleb Speir – 贝斯 (歌曲 9)
- Status（英语：Chase & Status） – 制作人 (歌曲 1, 2, 10), 乐器 (歌曲 2)
- Xavier Stephenson – 助理工程师 (歌曲 2)
- C·斯圖爾特（英语：Tricky Stewart） – 制作人 (歌曲 3, 5)
- Tim Stewart – 吉他 (歌曲 5)
- Bernt Rune Stray – 吉他 (歌曲 11)
- Carl Sturken（英语：Carl Sturken and Evan Rogers） – 联合执行制作人
- 羅布·斯懷爾（英语：Rob Swire） – 制作人 (歌曲 8)
- Igor Szwec – 小提琴 (歌曲 12)
- Sean Tallman – 工程师 (歌曲 7)
- Gregory Teperman – 小提琴 (歌曲 12)
- Brian "B-Luv" Thomas – 工程师 (歌曲 3, 5)
- 賈斯汀·提姆布萊克 — 制作人 (歌曲 12)
- 帕特·斯罗尔（英语：Pat Thrall） – 额外工程 (歌曲 3, 5)
- Marcos Tovar – 工程师 (所有歌曲)
- Neil Tucker – 助理工程师 (歌曲 11), 吉他工程师 (歌曲 13)
- Tyler Van Dalen – 助理工程师 (歌曲 3)
- 艾伦·冯·安沃斯（英语：Ellen von Unwerth） – 摄影
- 艾伦·怀特（英语：Alain Whyte） – 原声吉他 (歌曲 9)
- Will.i.am – 制作人, 工程师, 人声, 和鼓编程 (歌曲 9)
- Andrew Wuepper – 工程师 (歌曲 3, 5)

## 排行榜
| 榜单(2009−2010)                           | 最高排名 |
| ----------------------------------------- | -------- |
| 澳大利亞（ARIA專輯榜）                    | 12       |
| 奧地利（奧地利Ö3專輯榜）                  | 7        |
| 比利時法蘭德斯（Ultratop專輯榜）          | 16       |
| 比利時瓦隆（Ultratop專輯榜）              | 16       |
| 加拿大（《告示牌》Canadian Albums Chart） | 5        |
| Czech Albums (IFPI)                       | 15       |
| 丹麥（Hitlisten專輯榜）                   | 32       |
| 荷蘭（MegaCharts專輯榜）                  | 18       |
| European Albums (Billboard)               | 5        |
| 芬蘭（Suomen virallinen lista專輯榜）     | 14       |
| 法國（SNEP專輯榜）                        | 10       |
| German Albums (Offizielle Top 100)        | 4        |
| Hungarian Albums (MAHASZ)                 | 31       |
| 愛爾蘭（IRMA專輯榜）                      | 7        |
| 義大利（FIMI專輯榜）                      | 33       |
| Japanese Albums (Oricon)                  | 10       |
| 墨西哥（墨西哥熱門百強榜）                | 51       |
| 紐西蘭（RMNZ專輯榜）                      | 14       |
| 挪威（VG-lista專輯榜）                    | 1        |
| Polish Albums (OLiS)                      | 5        |
| 蘇格蘭（OCC專輯榜）                       | 13       |
| 西班牙（PROMUSICAE專輯榜）                | 23       |
| 瑞典（Sverigetopplistan專輯榜）           | 19       |
| 瑞士（Schweizer Hitparade專輯榜）         | 1        |
| 英國（OCC專輯榜）                         | 9        |
| 英國（OCC節奏藍調專輯榜）                 | 2        |
| 美国（《告示牌》200）                     | 4        |
| 美國（《告示牌》Top R&B/Hip-Hop Albums）  | 1        |

| 榜单 (2009)                        | 排名 |
| ---------------------------------- | ---- |
| Australian Albums (ARIA)           | 97   |
| French Albums (SNEP)               | 82   |
| Swiss Albums (Schweizer Hitparade) | 80   |
| UK Albums (OCC)                    | 58   |

| 榜单(2010)                            | 排名 |
| ------------------------------------- | ---- |
| Australian Albums (ARIA)              | 52   |
| Austrian Albums (Ö3 Austria)          | 67   |
| Belgian Albums (Ultratop Flanders)    | 55   |
| Belgian Albums (Ultratop Wallonia)    | 63   |
| Canadian Albums (Billboard)           | 28   |
| Dutch Albums (Album Top 100)          | 69   |
| French Albums (SNEP)                  | 49   |
| German Albums (Offizielle Top 100)    | 59   |
| Swiss Albums (Schweizer Hitparade)    | 12   |
| UK Albums (OCC)                       | 27   |
| US Billboard 200                      | 21   |
| US Top R&B/Hip-Hop Albums (Billboard) | 7    |

## 认证
| 地區                                                       | 认证    | 认证单位/销量 |
| ---------------------------------------------------------- | ------- | ------------- |
| 澳大利亚（澳大利亚唱片业协会）                             | 白金    | 70,000^       |
| 比利时（比利時唱片音樂協會）                               | 金      | 15,000*       |
| 加拿大（加拿大音乐协会）                                   | 白金    | 80,000^       |
| 法国（法國唱片出版業公會）                                 | 白金    | 100,000*      |
| 德国（聯邦音樂產業協會）                                   | 白金    | 200,000‡      |
| 爱尔兰（愛爾蘭唱片音樂協會）                               | 白金    | 15,000^       |
| 意大利（意大利音乐产业联盟）                               | 金      | 30,000*       |
| 挪威（國際唱片業協會挪威分会）                             | 金      | 15,000*       |
| 波兰（波蘭音像製造商協會）                                 | 金      | 10,000*       |
| 新加坡（新加坡唱片業協會）                                 | 金      | 5,000*        |
| 瑞士（國際唱片業協會瑞士分会）                             | 白金    | 30,000^       |
| 英国（英国唱片业协会）                                     | 2× 白金 | 710,000       |
| 美国（美國唱片業協會）                                     | 2× 白金 | 1,130,000     |
| 總計                                                       |         |               |
| Worldwide                                                  | —       | 3,000,000     |
| *僅含認證的實際銷量 ^僅含認證的出貨量 ‡僅含認證的+實際銷量 |         |               |

## 发布历史
| 地区     | 日期                | 形式            | 厂牌        | 参考    |
| -------- | ------------------- | --------------- | ----------- | ------- |
| 澳大利亚 | 2009 年 11 月 20 日 | CD 数字音乐下载 | Def Jam SRP | [ 55 ]  |
| 法国     | 2009 年 11 月 20 日 | CD 数字音乐下载 | Def Jam SRP | [ 56 ]  |
| 德国     | 2009 年 11 月 20 日 | CD 数字音乐下载 | Def Jam SRP | [ 57 ]  |
| 加拿大   | 2009 年 11 月 23 日 | CD 数字音乐下载 | Def Jam SRP | [ 187 ] |
| 英国     | 2009 年 11 月 23 日 | CD 数字音乐下载 | Def Jam SRP | [ 58 ]  |
| 美国     | 2009 年 11 月 23 日 | CD 数字音乐下载 | Def Jam SRP | [ 59 ]  |
| 西班牙   | 2009 年 11 月 24 日 | CD 数字音乐下载 | Def Jam SRP | [ 188 ] |
| 日本     | 2009 年 11 月 25 日 | CD              | Def Jam SRP | [ 189 ] |
| 日本     | 2012 年 8 月 1 日   | SHM-CD          | Def Jam SRP | [ 190 ] |
| 加拿大   | 2017 年 4 月 7 日   | 黑胶唱片        | Def Jam SRP | [ 187 ] |
| 法国     | 2017 年 4 月 7 日   | 黑胶唱片        | Def Jam SRP | [ 56 ]  |
| 德国     | 2017 年 4 月 7 日   | 黑胶唱片        | Def Jam SRP | [ 57 ]  |
| 西班牙   | 2017 年 4 月 7 日   | 黑胶唱片        | Def Jam SRP | [ 188 ] |
| 英国     | 2017 年 4 月 7 日   | 黑胶唱片        | Def Jam SRP | [ 58 ]  |
| 美国     | 2017 年 4 月 7 日   | 黑胶唱片        | Def Jam SRP | [ 59 ]  |